# Zaprawianie nasion

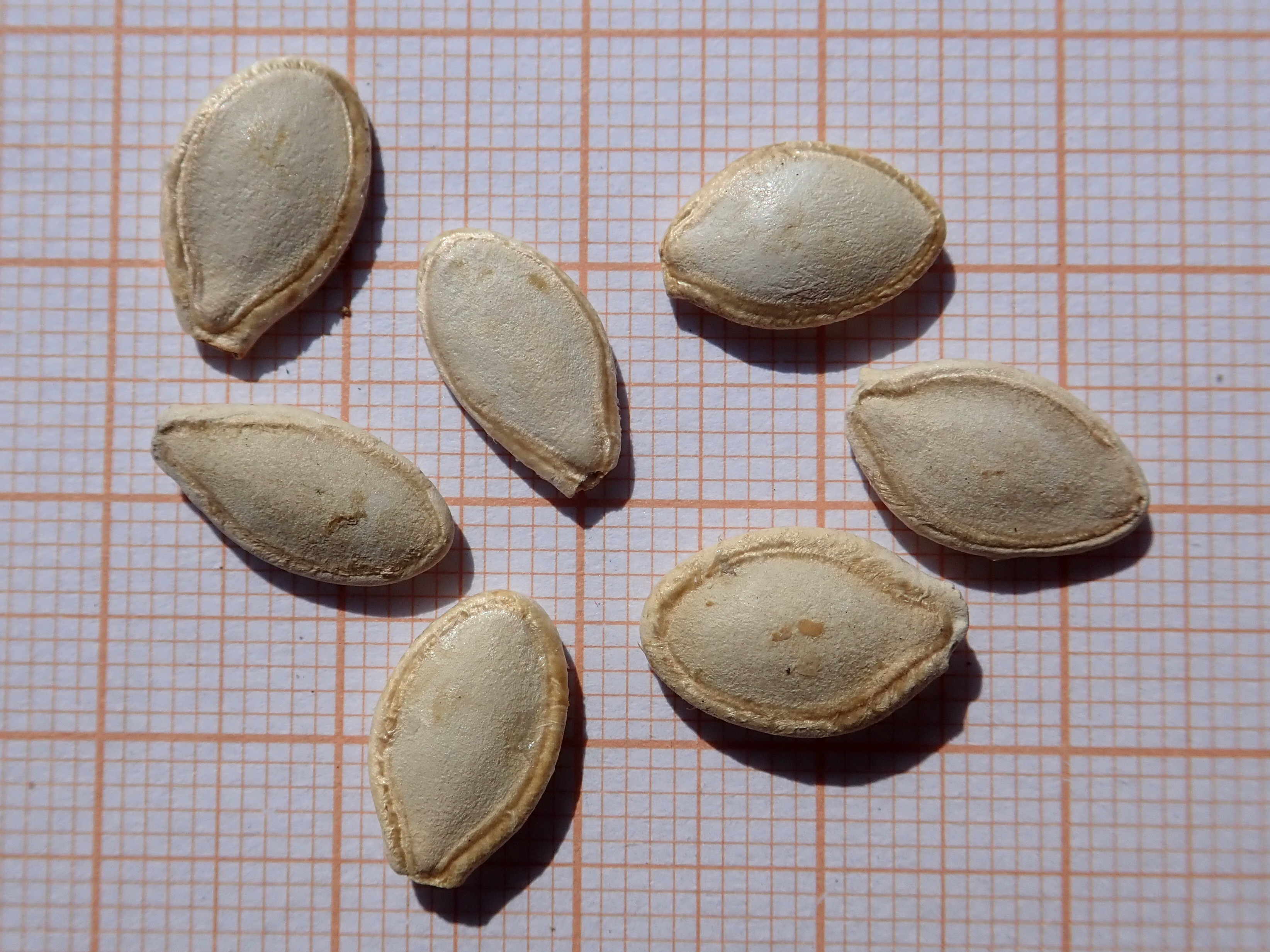
Nasiona cukinii bez zaprawy

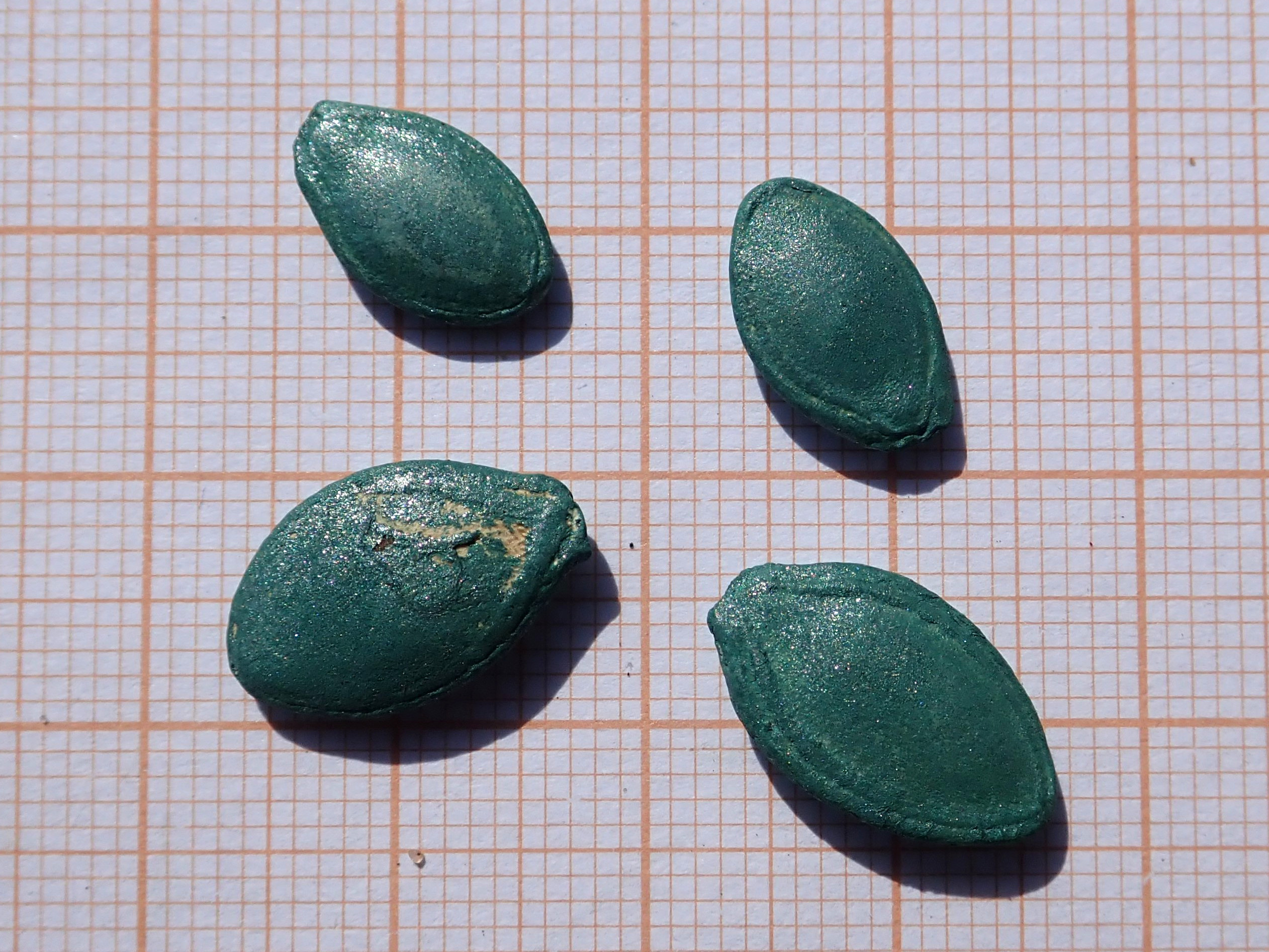
Zaprawione nasiona cukinii

Schemat maszyny do zaprawiania nasion

Zaprawianie nasion – zabieg, którego celem jest zniszczenie patogenów lub szkodników obecnych na powierzchni lub wewnątrz nasienia albo innej części rośliny przeznaczonej do siewu. Zaprawianie ma również chronić młode rośliny przed zakażeniem przez patogeny występujące w glebie.

## Sposoby zaprawiania nasion
- chemiczne – potraktowanie materiału siewnego chemicznymi zaprawami nasiennymi (fungicydy, insektycydy, preparaty kombinowane)
  - suche – dokładne pokrycie nasienia niewielką warstwą suchej, sproszkowanej zaprawy
  - półsuche – zwilżenie nasion w zamkniętym zbiorniku niewielką ilością płynnej zaprawy i dokładne wymieszanie
  - mokre – zanurzenie materiału siewnego w dużej ilości płynnej zaprawy na pewien czas, a następnie wyjęcie i rozłożenie do przesuszenia
- termiczne – potraktowanie nasion wysoką temperaturą (najczęściej gorąca wodą lub ciepłym powietrzem), która niszczy czynniki chorobotwórcze, jednak nie uszkadza zdolności nasiona do kiełkowania.

## Zaprawianie nasion w rolnictwie ekologicznym
W rolnictwie ekologicznym można stosować tylko niektóre metody zaprawiania, przykładowo:
- zaprawianie na mokro:
  - moczenie nasion w roztworze nadmanganianu potasu (przeciwko chorobom grzybowym)
  - moczenie w 3–5% roztworze szkła wodnego (szczególnie przeciwko septoriozie selera)
  - moczenie w wodzie o temperaturze 30 °C przez 10 godzin i przez 10 minut w wodzie o temperaturze 50 °C (przeciwko chorobom bakteryjnym)
  - moczenie w wywarze z drobno posiekanych gałęzi czeremchy zwyczajnej
  - moczenie w naparze z rumianku
- zaprawianie na sucho poprzez wymieszanie:
  - z popiołem drzewnym drzew liściastych, zwłaszcza z czeremchy zwyczajnej
  - z mączką bazaltową

Po zaprawianiu na mokro nasiona należy osuszyć na bibule, gazie itp.